# آلکساندر مارگاروف
آلکساندر آشوتی مارکاروف (ارمنی: Ալեքսանդր Աշոտի Մարգարով; روسی: Александр Ашотович Маркаров؛ زادهٔ ۲۷ ژوئیهٔ ۱۹۵۰ در باکو) بازیکن بازنشسته فوتبال در پست مهاجم و مربی فوتبال ارمنی‌تبار است.

## باشگاهی
از باشگاه‌هایی که در آن بازی کرده‌است می‌توان به باشگاه فوتبال آنژی مخاچ‌قلعه، پولاد سومگایت و دینامو مخاچ‌قلعه اشاره کرد.